# Representações culturais de Maria I da Inglaterra

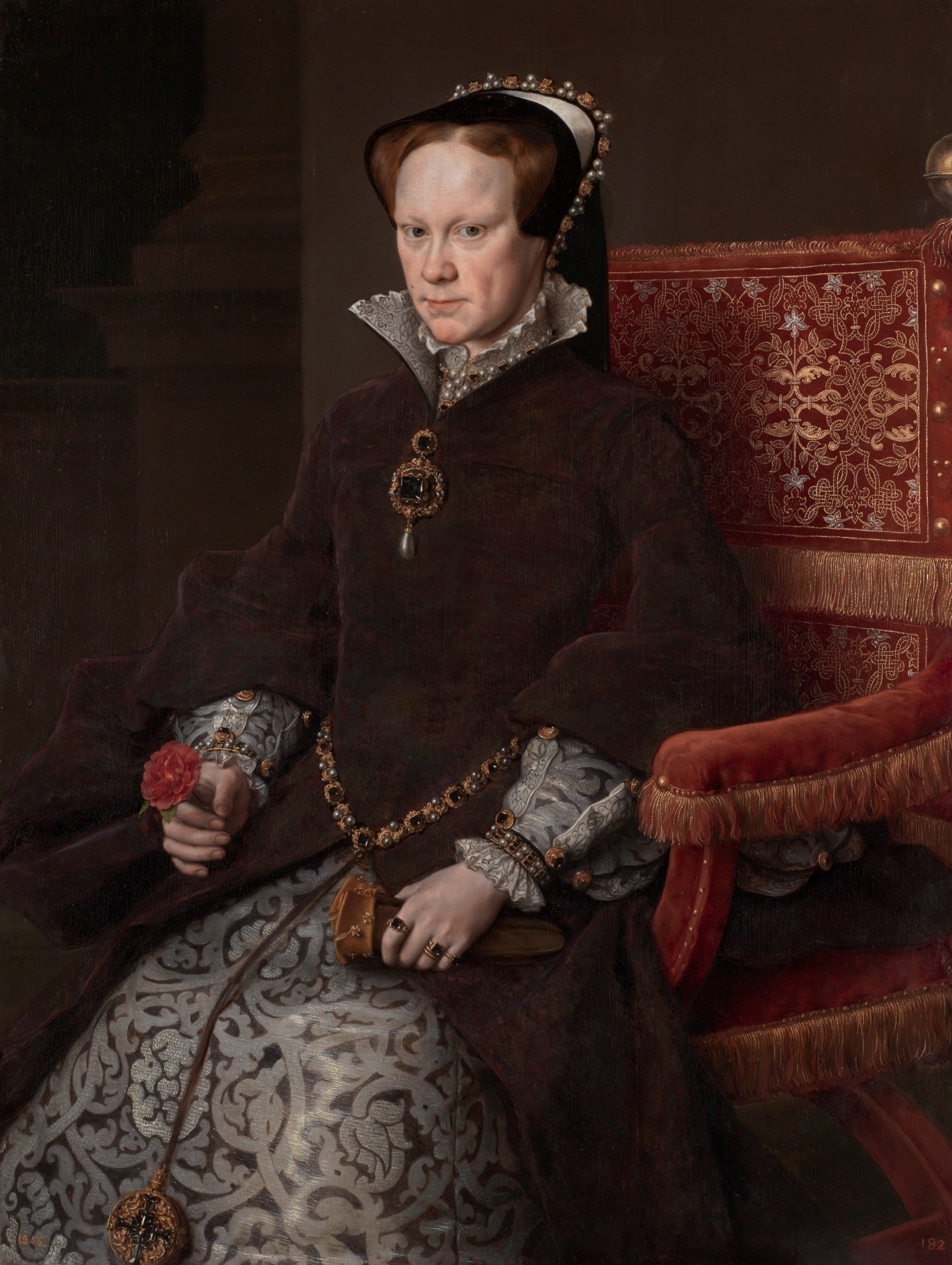
Retrato por Anthonis Mor

Maria I da Inglaterra foi retratada na cultura popular muitas vezes.

## Literatura
- Her Mother's Daughter (2009) de Julianne Lee é um romance sobre a vida de Maria.[1]

## Cinema e televisão
- Joanne Whalley na minissérie de TV The Virgin Queen (2005) [2]
- Constance Stride em The Other Boleyn Girl (2008) [3]
- Miranda French em The Twisted Tale Of Bloody Mary (2008), um filme independente da TV Choice Productions[4]